# Вільям Доз
Вільям Доз (англ. William Dawes) (1745—1799) — крамар, активний учасник революційного руху у Бостоні. 
Разом з Полем Ревіром (англ. Paul Revere) оповіщав колоністів перед битвами при Конкорді і Лексингтоні. 
Вступив до Континентальної армії.